# Anisophyllea boehmii
Anisophyllea boehmii är en tvåhjärtbladig växtart som beskrevs av Adolf Engler. Anisophyllea boehmii ingår i släktet Anisophyllea och familjen Anisophylleaceae. Inga underarter finns listade i Catalogue of Life.